# Туз Сергій Іванович
Сергій Іванович Туз (нар. 22 листопада 1944, смт Сатанівка, нині Городоцького району Хмельницької області — 30 грудня 2022, Київ) — генерал-лейтенант у відставці.

## Біографічні відомості
У 1995—1998 роках — начальник Оперативно-розшукового управління Держкомкордону України.
Працював заступником Голови Служби безпеки України з оперативних питань. Звільнено з посади 11 лютого 2005 року .

## Нагороди
Постановою Кабінету Міністрів України від 20 листопада 2004 року нагороджено Почесною грамотою Кабінету Міністрів України з врученням пам'ятного знака — за значний особистий внесок у справу забезпечення безпеки держави та багаторічну сумлінну службу.